# Helen Merrill
Helen Merrill, właśc. Jelena Ana Milčetić (ur. 21 lipca 1930 w Nowym Jorku) – amerykańska wokalistka jazzowa.
Koncertowała m.in. z Charliem Parkerem, Milesem Davisem, Budem Powellem, Cliffordem Brownem.
Pod koniec lat 50. zamieszkała we Włoszech. Na początku lat 60. powróciła do USA. Przez pewien czas przebywała także w Japonii. Nagrywała m.in. z Quincy Jonesem, Stanem Getzem, Teddym Wilsonem, Gilem Evansem.